# Luis Revenga
Luis Revenga (Nambroca, Toledo, 1941) es director y productor de cine español. Gran parte de su actividad profesional la ha dedicado a difundir la lengua y la cultura española. Es también editor de más de un centenar de libros y ha sido comisario de numerosas actividades culturales y exposiciones.

## Trayectoria profesional
Su actividad cinematográfica es tal vez la más conocida, como guionista ha escrito, entre otras, películas de acción para Eddie Constantine dirigidas por Jesús Franco  y Las aventuras de Enrique y Ana, dirigida por Tito Fernández.
Recibió el primer premio del Sindicato Nacional del Espectáculo 1977 por La Lobera, historia en la que se trataba la situación de la mujer, la inquisición española y la expulsión de los moriscos. Su realización fue prohibida por la censura. Igual  ocurrió en el caso de su guion La Celestina que iba a ser interpretado por Anna Magnani. Otra de sus obras más importantes en esta disciplina fuel el documental Picasso, producido por TVE para conmemorar el primer centenario de su nacimiento. En los años 70 realiza una serie de documentales para NO-DO.
Atendiendo a su inquietud multidisciplinar en el mundo de la cultura, también ha sido pionero en la difusión de la fotografía como arte.  En 1982 Luis Revenga se convierte en el primer crítico de fotografía en un periódico de difusión diaria, El País.
Organiza en mayo de 1982 y en calidad de comisario la primera gran exposición fotográfica  La fotografía en España hasta 1900 que tuvo lugar en la Biblioteca Nacional en Madrid. A esta siguieron numerosas exposiciones dentro y fuera de España.
Otra de sus grandes apuestas ha sido la proyección especialmente en el extranjero de nuestro patrimonio cultural. Organizó  con su empresa ELR Imagen Ediciones (Estudio Luis Revenga)  numerosas exposiciones de las que citaremos: Beatos (Chapelle Nassau, Bibliothèque Royale Albert 1.er, Bruselas, 1985), que logró reunir por primera y única vez todos “los Beatos”; Tesoros de España, Ten Centuries of Spanish Books (New York Public Library, Nueva York, 1985); Los Diccionarios del español (Centro de Estudios Rómulo Gallegos, Caracas, Venezuela, 1998);Éxodos de Sebastião Salgado (Círculo de  Bellas Artes de Madrid y Fundación Proa de Buenos Aires);  I Blóma/ En Cierne, arte contemporáneo español obra sobre papel (Kopavogur Museum, Reykjavik, Islandia, 2004); y con motivo del IV centanrio de Don Quijote, Don Quijote, una nueva mirada (Museo Casa Zavala, Cuenca, 2005) y Las Voces del Quijote (Plaza Cervantes, Alcalá de Henares, Madrid, 2005).
Como editor de libros podemos mencionar todos los catálogos de las exposiciones mencionadas así como otros muchos de los que podríamos destacar: Picasso en Madrid; Borges; Carlos Fuentes; Rosa Chacel; Antonio Buero Vallejo; Leopoldo Alas Clarín (libro multimedia); Monaco Times, Pabellón de España en Vancouver, periódico editado  con motivo de la visita a la Exposición Internacional de Vancouver 1986  de S.A.R.D  Felipe de Borbón, Príncipe de Asturias;  Science through the ages; Picasso, Miró y Dalí; España vista por los grandes fotógrafos; y Dalí fotógrafo, Dalí en sus fotógrafos.
A partir de 2003 crea y dirige una colección de libros, Biblioteca ELR .
Como pintor y diseñador gráfico es autodidacta. Hay obra suya en numerosas colecciones privadas. Ha expuesto en la Biblioteca Nacional de Madrid y numerosas galerías. Su obra ha sido difundida por galeristas como Fernando Vijande, Fefa Seiquer, Fina Furriol y Lucien Treillard entre otros.

## Filmografía selecta

### Ficción
- 1965 - Mañana en la Mañana. 35 mm. Color. Reparto: Mabel Karr, Héctor Quiroga, Nélida Quiroga, Ana Puértolas y Manuel Otero.
- 1968 - Crisis. 35 mm. Color. Reparto: Mariza Caballero, Francisco Guijar, Gela Geisler.
- 1976 - Caperucita y Roja. 35 mm. Color. Reparto: Victoria Abril, Esperanza Roy, Patxi Andion.

### No ficción
- 1981 - Picasso. 35 mm. Color. Intervienen: Fernando Rey, Rafael Alberti, Camarón de la Isla, Paco de Lucía, Antoni Tapies, Joan Miró, Jacqueline Picasso, Claude y Paloma Picasso, Camilo José Cela, Roland Penrose, Eduardo Chillida, Louis Aragón, Jorge Guillén y José Bergamín entre otros. Producción de TVE para conmemorar el I centenario del nacimiento de Pablo Picasso.
- 1983 - Teatro Museo Dalí. Video 1”. Comentarios: Antoni Pitxot. Producido para IBM.
- 1984 - Dalí. 35 mm. Color. Intervienen: Salvador Dalí, Luis Buñuel, Bernardo Bertolucci, Reynols y Eleanor Morse,  Presentadores: José María Rodero y Bibí Andersen. Producido para TVE.
- 1992 - Madrid: Los Placeres de los Sentidos. Intervienen: Rafael Moneo, Javier Marías, Jorge Valdano, Joselito, Vicente Molina Foix, Basilio Martín Patino, Alberto Schommer, Jesús del Pozo y Carlos Franco. Producido para el Consorcio Madrid Capital Europea de la Cultura.

## Publicaciones/Edición/Diseño
- 2002-2008 -  Biblioteca ELR .
- 1994-2008 - Revista bimestral Cuadernos Cervantes  editada por ELR Ediciones hasta su número 66.
- 2000-2001 - Edición para los países de lengua española de los libros Éxodos y Retratos de los niños del Éxodo de Sebastião Salgado. Proyecto, diseño, edición y producción de Éxodos/Cuaderno Didáctico. Diseño, edición y producción de la Biblioteca de la Fundación Retevisión. Diseño, edición y textos del catálogo editado con motivo de la exposición Francesc Català-Roca una nova mirada.
- 1999-2008 - Revista en la red: www.cuadernoscervantes.com
- 1990-1991 - Catálogo de la I Bienal Tanqueray de artes visuales. Catálogo de la exposición Stäel Centro de Arte Reina Sofía. Catálogo y publicaciones del I Centenario del nacimiento de Pedro Salinas. Monaco Times, periódico del Pabellón de Mónaco en la Expo Sevilla 92.
- 1989 - María Zambrano, Catálogo de la exposición, Ministerio de Cultura, Centro de las Letras Españolas.
- 1987 - Antonio Buero Vallejo, Ministerio de Cultura, Centro de las Letras Españolas, Edición y diseño. Otras Américas, primer catálogo del fotógrafo Sebastião Salgado. Ediciones ELR. Edición y diseño. Gabriel Celaya, Ministerio de Cultura, Centro de las Letras Españolas, edición y diseño. Carlos Fuentes. Ministerio de Cultura, Centro de las Letras Españolas, edición y diseño. Tresors de la Biblioteca Nacional, Biblioteca Nacional de París, edición y diseño. Rosa Chacel, catálogo de la exposición, Ministerio de cultura, Centro de las Letras Españolas.
- 1986 - Science Trhough the ages, Edición especial con motivo de la concesión al rey  D. Juan Carlos del Doctorado Honoris Causa por la Universidad de Oxford. La exposición y la edición de este libro mereció una mención especial a su calidad en el discurso de S. M. El Rey, Bodleian Library, edición y diseño. Periódico editado con motivo de la visita a la Exposición Internacional de Vancouver (Canadá), de S.A.R. D. Felipe de Borbón, Príncipe de Asturias.
  - La encuadernación española actual, Biblioteca Nacional, Madrid.
  - Picasso en Madrid, Catálogo/libro de la exposición, edición financiada por Cocacola y Petromed.
  - Borges, Ministerio de Cultura Dirección General del Libro.
- 1985 - Gabriel Cualladó. fotografías, Museo de Bellas Artes de Bilbao.
  - Los Beatos, Tres ediciones en castellano, francés y flamenco para Europalia 85.
  - Picasso, Miró y Dalí, Edición trilingüe: español, francés y flamenco, Europalia 85.
  - Les Nouveaux Imaginaires, edición en español y francés Europalia 85.
  - España vista por los grandes fotógrafos, edición en español y flamenco, Europalia 85.
  - España todo bajo el Sol, Edición en inglés y español, Secretaría General de turismo.
  - Tesoros de España. Ten Centuries of Spanish books, edición en español e inglés, New York Public Library.
- 1983 - Dalí fotógrafo, Dalí en sus fotógrafos, La Caixa, Barcelona.
  - 259 Imágenes. Fotografía actual en España, Ministerio de Cultura, Dirección General del Libro y Bibliotecas.
- 1981 - La fotografía en España antes de 1900, edición del catálogo, Ministerio de Cultura.